# لو بوازا (أين)
لو بوازا (بالفرنسية: Le Poizat)‏ هي بلدية فرنسية تقع في إقليم الأين في فرنسا. رمز إنسي لها هو:1300. أما الرمز البريدي لها فهو: 1130.